# Ford Motor Company (Danmark)
Ford Motor Company A/S er en dansk bilimportør og et selskab i koncernen Ford Motor Company. Virksomheden importerer og videresælger personbiler, varevogne og reservedele i Danmark, Færøerne og Island. I 2022 solgte de ca. 7.800 personbiler og 6.500 varevogne. I alt solgte de for ca. 3 mia. danske kroner.

## Historie
I 1906 erhvervede firmaet F. Bülow & Co. generalrepræsentationen for Ford i Danmark, hvilket den havde til 19. januar 1924.
Datterselskabet af Ford blev etableret 25. juni 1919 og er et af de ældste europæiske datterselskaber, der blev etableret for at samle og forhandle Ford T.
I 1919 etablerede Ford en samlefabrik i Heimdalsgade på Nørrebro i København, hvor Ford T blev fremstillet til salg i Skandinavien, Baltikum, Polen og Tyskland. På fabrikken var installeret et samlebånd, som sandsynligvis var det første i Danmark. Fra 1921 blev der også fremstillet traktorer.
1924 lod selskabet en ny og større samlefabrik på 11.000 kvadratmeter opføre i Sydhavnen i København tegnet af selskabets faste arkitekt Albert Kahn og indviet 15. november under overværelse af blandt andre statsminister Thorvald Stauning. Ingeniør på jernbetonkonstruktionen var Monberg & Thorsen. Franz Šedivý har udført en tegning af fabrikken i fugleperspektiv. 75 % af produktionen blev eksporteret.
Aktiekapitalen voksede i denne periode fra oprindeligt ½ mio. kr. til det i datiden astronomiske beløb af 30 mio. kr.
Der blev hurtigt skærpet konkurrence om den gradvist voksende kundeskare til automobiler, og få måneder før (oktober 1923) indvielsen af Fords nye fabrik, havde den amerikaske ærkerival General Motors etableret et nyt selskab i Danmark, General Motors International, der åbnede en dansk samlefabrik også i Sydhavnen. Parallelt hermed etablerede Citroën og Fiat salgsorganisationer i Danmark, mens Bohnstedt-Petersen også importerede bilmærker. Med General Motors som den udfarende kraft kom det i 1924-25 til en kraftig konkurrence om kunderne, bl.a. med annoncer i Politiken.
Produktionen toppede i 1925 med i alt 24.579 Ford T-biler, som blev lavet indtil august 1927, hvor man indledte en omstilling af produktionen. 
De danske arbejdere blev lønnet meget højere end deres kolleger i metalindustrien i København, men til gengæld forbød ledelsen i USA de danske medarbejdere at melde sig ind i fagforeningen. I 1927-28 opsagde Ford Motor Company A/S de eksisterende overenskomster, hvilket førte til en omfattende arbejdskonflikt.
I juli 1928 begyndte man at fremstille den nye model Ford A.
Fabrikken i Sydhavnen lukkede i 1966 efter at have produceret i alt 325.482 køretøjer.
Fabriksbygningen blev revet ned i 2006 efter et mislykket fredningsforslag. Skov- og Naturstyrelsen havde indledt en fredningssag i 1994, men da et hjørne af fabriksbygningen var blevet eksproprieret og nedrevet som led i anlæggelsen af Øresundsbanen, og dernæst protesterede ejeren, Højgaard & Schultz, mod en fredning. I den oprindelige indstilling lød det: "Bygningssynet finder, at Fords tidligere monteringsfabrik er et enestående eksempel på amerikansk industriarkitektur og viser USA's betydning for den danske moderniseringsproces i dette århundrede".
Datterselskabet ligger nu i Ballerup.

## Kendte bestyrelsesmedlemmer
- 1957-1966: Edward Tesdorpf